# 鄭宗周
鄭宗周（1584年—？），字伯忱，號意葵，山西太原府文水縣人，明朝政治人物，萬曆丁未進士，官至天津巡撫。

## 生平
萬曆三十一年癸卯科舉人，三十五年（1607年）丁未科進士。初任直隸鉅鹿縣知縣，三十七年调唐山县，泰昌元年（1620年）擢山東道監察御史，巡按福建，天启五年被削籍为民。崇祯元年復官，补河南道御史，二年升太仆寺少卿，提督京营，三年升正卿，四年升兵部右侍郎，兼右佥都御史，巡撫天津。

## 家族
曾祖郑天孝。祖父鄭位，祖母趙氏。父鄭之橋（1565年-1622年），字良卿，號東里，万历甲午举人，四十三年乙卯謁選，除知文安县，四十八年二月擢顺天府别駕，簡閲京兆馬政。天啓二年（1622年）擢升工部虞衡司主事，督台基厂，同年冬十二廿五日卒。嫡母张氏，封安人；生母朱氏。具庆下。弟從周、翌周、庭周、襄周。